# Агафія (оповідання)
«Агафія» (рос. Агафья) — оповідання Антона Чехова, вперше опубліковане у 1886 році.

## Історія публікації і критика
Оповідання «Агафія» вперше вийшло друком 28 (15 за старим стилем) березня 1886 року в газеті «Новое время» (розділ «Суботники» № 3607). У скороченому варіанті (без ліричниго відступу) увійшло до збірки «У сутінках». Пізніше Чехов включив оповідання до третього тому своїх творів, опублікованих Адольфом Марксом у 1899-1901 роках. За життя Чехова оповідання переклали на сербськохорватську, словацьку і чеську мови.
Публіцист Микола Михайловський висловлював невдоволення фіналом оповідання «Агафія», дорікаючи Чехову «за байдужість до своїх героїв». Літературний критик В. П. Буренін звертав увагу на наступне: «Критика вимагає, щоб автор неодмінно з'ясував, як зустрів чоловік Агафію: «вбив він її чи прибив, вилаяв, пробачив? Очевидно, критиці хочеться, щоб була зображена подружня бійка або примирення в стилі сучасного реалізму...».
Про поетичность зображеного в оповіданні пейзажу, особливо опис заходу Сонця, писала «Петербурзька газета».
Драматичні елементи в оповіданні відзначали Володимир Кігн і Костянтин Головін.

## Сюжет
Савка, ледачий, молодий і дужий чоловік, має дивні звички і вважається в селі нікчемою. Дивацтва його полягають у тому, що: «Він міг простоювати цілі години на одному місці, не ворушачись і дивлячись в одну точку. Рухався ж він за натхненням і то тільки, коли траплявся випадок зробити якийсь швидкий, поривчастий рух: вхопити собаку на бігу за хвіст, зірвати з жінки хустку, перестрибнути широку яму».
Жінки шкодують Савку, регулярно відвідують його ночами, приносять їжу і романтично спілкуються. Агафія, молода жінка, дружина залізничного сигнальника Якова, ризикуючи прогнівити чоловіка, також підгодовує Савку.
Розповідь ведеться від імені автора. В оповіданні описується сільська природа, що свідчить про близьке знайомство Антона Чехова з селом, побутом селян та села, складом понять і мови селян.